# Chrysotus beijingensis
Chrysotus beijingensis är en tvåvingeart som beskrevs av Wang och Yang 2006. Chrysotus beijingensis ingår i släktet Chrysotus och familjen styltflugor. Inga underarter finns listade i Catalogue of Life.